# 团结街道 (库尔勒市)
团结街道，是中华人民共和国新疆维吾尔自治区巴音郭楞蒙古自治州库尔勒市下辖的一个乡镇级行政单位。

## 行政区划
团结街道下辖以下地区：
阿尔金社区、绿园社区、博斯坦社区、梨花社区、朝阳社区、团结社区、金梦社区和丰源社区。